# Harinxmabrug
De Harinxmabrug, voorheen: Elektrische Brug, in de volksmond: Sperkhembrug, Wouda's meelbrug, is een ophaalbrug in Sneek in de provincie Friesland. Hij voert over de stadsgracht (Sneek) die de hoofdvaarroute van de stad vormt.
De brug is gebouwd in 1920 en in 1985 gerestaureerd. Bij de restauratie zijn delen van de ijzeren constructie hergebruikt, andere bijzondere mechanische componenten zijn volledig vervangen waarbij de nieuwe delen in het beeld van de brug zijn ingepast zodat het aangezicht van de brug nauwelijks veranderd is.
De brug is deel van het rijksmonument Stadsgracht Sneek. Daardoor mochten onmiddellijk aan de brug geen camera's, spiegels e.d. geplaatst worden.